# 和歌山県立南部高等学校龍神分校
和歌山県立南部高等学校龍神分校（わかやまけんりつみなべこうとうがっこうりゅうじんぶんこう）は、和歌山県田辺市龍神村に所在する公立の高等学校。連携型の中高一貫校で、田辺市立龍神中学校と連携している。

## 設置学科
- 普通科

## 沿革
- 1950年3月21日 - 和歌山県立日高高等学校山路郷分校（定時制）として開校。
- 1956年
  - 4月1日 - 全日制認可。
  - 10月1日 - 和歌山県立南部高等学校に帰属し龍神分校と改称。
- 2001年4月1日 - 連携型中高一貫校教育を始める。

## 硬式野球部の活躍
- 2004年 - 硬式野球部が春季近畿地区高等学校野球大会県一次予選で公式戦初出場。試合は0-12で5回コールド負け。
- 2005年 - 硬式野球部が選手権和歌山大会において公式戦初勝利。試合は8対7で貴志川高校に勝利。
- 2007年 - 硬式野球部が選手権和歌山大会において大成高校に6対0で勝利。